# Brooklyn (hrabstwo Green Lake)
Brooklyn – miasto w Stanach Zjednoczonych, w stanie Wisconsin, w hrabstwie Green Lake.